# Gare de Yokosuka
La gare de Yokosuka (横須賀駅, Yokosuka-eki) est une gare ferroviaire de la ville de Yokosuka, dans la préfecture de Kanagawa, au Japon. La gare est gérée par la JR East.

## Situation ferroviaire
La gare de Yokosuka est située au point kilométrique (PK) 65,3 de la ligne Yokosuka.

## Histoire
La gare a été inaugurée le 16 juin 1889.

## Services aux voyageurs

### Accès et accueil
La gare dispose d'un bâtiment voyageurs, avec guichets, ouvert tous les jours.

### Desserte
- Ligne  Yokosuka :
  - voies 2 et 3 : direction Ōfuna, Yokohama et Tokyo (interconnexion avec la ligne Sōbu pour Chiba)
  - voie 3 : direction Kurihama